# Ansambel bratov Žerjav
Ansambel bratov Žerjav je slovenski narodnozabavni ansambel s sedežem v Spodnjih Pohancah v bližini Artič. Imenuje se po dveh bratih, ki v ansamblu igrata harmoniko in bas.

## Zasedba
Ansambel bratov Žerjav sestavljajo:
- Damjan Žerjav - harmonika, bas kitara, klaviatura, vokal;
- Matej Žerjav - bas kitara, bariton, harmonika, vokal;
- Eva Popovič - vokal, saksofon;
- Jan Rudman - kitara, vokal;

V preteklosti sta v ansamblu sodelovala tudi:
- Anže Novak - kitara, vokal;
- Nina Prah - vokal;

## Delovanje
Sedež ansambla se nahaja v bližini Artič, kjer sta doma brata Damjan in Matej Žerjav. Začetki segajo v oktober leta 2005, ko sta ansambel ustanovila omenjena brata. Zraven njiju sta danes v ansamblu še pevka Eva Popovič ter kitarist Jan Rudman. Sestav ansambla tako šteje štiri mlade člane, ki preko glasbe ljudem radi oddajajo svojo pozitivno energijo. Do leta 2014 je ansambel deloval kot trio, od takrat naprej pa deluje kot sestav kvarteta oziroma klasičnega tria (harmonika, kitara, bas) s pevko.
Svojo prvo zgoščenko z naslovom Iz roda v rod, na kateri je 10 skladb, je ansambel izdal novembra 2013. Ob tej priložnosti so člani ansambla priredili tudi prvi samostojni koncert. Ob izdaji CD plošče so sodelovali z različnimi znanimi avtorji skladb (Toni Sotošek, Peter Fink, Tone Štritof, Majda Rebernik, Fanika Požek, Matej Kocjančič, Tine Lesjak, in drugi), ob nekaterih skladbah pa so se tudi sami zapisali kot avtorji (na primer Zakaj počnem neumnosti, Nekje še vedno).
V sklopu praznovanja 10-letnice ansambla so marca 2016 priredili koncert, na katerem so kot gostje nastopili tudi Dejan Vunjak, Ansambel Nemir, Ansambel Azalea, Ansambel Topliška pomlad in Lucky & The Pipes. Koncert je bil dobrodelno obarvan, saj so izkupiček namenili otrokom z OŠ Artiče. Ob jubileju so izdali tudi skladbo Žerjavovih 10, ki je v celoti avtorska, saj je melodijo in besedilo zanjo ustvaril Damjan Žerjav, aranžma pa je dodal celoten ansambel.
Ansambel je v času delovanja že gostoval v tujini, s čimer so slovenskim izseljencem prinesli košček domovine. Maja leta 2015 so tako nastopili na tradicionalnem binkoštnem srečanju in največjem prazniku slovenske župnije v Essnu, ki se razteza v petih škofijah in nadškofijah v Severnem Porenju - Vestfaliji. V Nemčiji so gostovali tudi novembra 2016, ko so nastopili v Hildnu na prireditvi ob 40-letnici dopolnilnega pouka slovenščine v organizaciji članov kulturno-umetniškega in športnega društva Maribor iz Hildna. Sodelovali so tudi na različnih festivalih.

## Diskografija
Ansambel bratov Žerjav je do sedaj izdal eno zgoščenko:
1. Iz roda v rod (2013)

Na njej se nahaja 10 skladb.

## Največje uspešnice
Ansambel bratov Žerjav je najbolj poznan po naslednjih skladbah:
- Čarovnik čas
- Najina noč
- Nisem pozabil
- Toči ga
- Več romantike